# Texas (Schiff, 1852)
Die Texas war eine oldenburgische Bark, die 1857 vor der chinesischen Küste in einem Taifun scheiterte. Ihre Besatzung wurde kurz darauf von der chinesischen  Küstenbevölkerung ausgeplündert. Die Affäre führte zu diplomatischen Verwicklungen zwischen dem Großherzogtum, dem Königreich Preußen und dem Vereinigten Königreich, da die großherzogliche Regierung auf dem von Preußen im Jade-Vertrag garantierten Schutz der oldenburgischen Schifffahrt bestand.

## Einsatz und Verlust
Die Texas wurde für 9475 Taler Gold für eine Partenreederei gebaut, die aus Edo Lorenz Diekmann aus Warfleth (2/8 Anteil), Hermann Albers aus Fikensolt (4/8), Pastor Ibbeken aus Westerstede (1/8) und Gerhard Glüsing aus Bardenfleth (1/8) bestand. Erster Kapitän war ein D. Rabe.
Über die Verwendung des Schiffes ist nichts bekannt. Vermutlich wurde die Texas wie die meisten der größeren oldenburgischen Schiffe in der Nordamerika-, Westindien- und Südamerikafahrt sowie in Ostasien eingesetzt. Für die Nordamerikafahrt spricht auch ihr Name, da die Schiffe oftmals nach regelmäßig anzulaufenden Zielhäfen benannt wurden. Zur Republik Texas hatte auch das Großherzogtum diplomatische Beziehungen unterhalten; das Konsulat befand sich in Galveston.
1856 hatten die Eigentümer gewechselt. Besitzer waren nun ein Deye sowie Kapitän Johann F. Hegemann „und Consorten“" in Westerstede; Hegemann war auch Kapitän der Texas. Am 4. September 1857 geriet die Bark vor der chinesischen Küste auf dem Weg von Ningbo nach Amoy in einen Taifun, verlor alle drei Masten, die Beiboote und schlug leck. Sie war von der siamesischen Bangkok Mark gesichtet worden, doch war es angesichts des Wetters unmöglich, die Besatzung des treibenden Wracks zu übernehmen. Am 6. September wurde die Besatzung von einer namentlich nicht genannten chinesischen Dschunke abgeborgen, jedoch von der chinesischen Besatzung völlig ausgeplündert. Hegemann durfte lediglich den Sextanten, seine Uhr und die Schiffspapiere behalten.
Währenddessen wurde das Wrack der Texas von dem siamesischen Schiff Favorite in der Nähe von Fuzhou angetroffen. Der Kapitän übernahm noch aus der Kapitänskajüte das Schiffsbild. Das Schicksal des Wracks ist unbekannt.
Die Dschunke  mit der übernommenen Texas-Besatzung geriet auf dem Weg nach Amoy ebenfalls in einen Taifun, lief auf ein Riff und sank. Sowohl die Besatzung der Dschunke als auch die Seeleute der Bark wurde von der einheimischen Küstenbevölkerung überfallen, die Strandraub begingen. Am Ufer fanden die Schiffbrüchigen jedoch einige Lorchas aus Macau, die sich der Opfer annahmen und sie nach Amoy transportierten.

## Diplomatisches Nachspiel
Hegemann meldete die Ausplünderung der Besatzung zuerst dem britischen Konsul in Amoy, was jedoch offenbar keine konkreten Folgen hatte. Allerdings sicherte der soeben ernannte oldenburgische Konsul für Shanghai, Brodersen, dem Kapitän seine Unterstützung zu. In Personalunion war Brodersen auch Konsul des Königreichs Hannover. Allerdings war Brodersen kurz vor dem Unglück der Texas nach Hongkong umgezogen, was die ohnehin lange Kommunikation mit Europa noch erschwerte. Der Postweg von Ostasien nach Nordeuropa dauerte gut acht Wochen.
Die Texas-Affäre wurde nun zum Testfall für den 1853 zwischen dem Königreich Preußen und dem Großherzogtum abgeschlossenen Jade-Vertrag über die Abtretung oldenburgischen Gebiets zum Bau der Stadt Wilhelmshaven. Im Vertrag hatte Preußen den Schutz der oldenburgischen Schifffahrt zugesichert. Die oldenburgische Staatsregierung wandte sich daher über ihren Gesandten in Berlin an die preußische Regierung mit der Bitte um Hilfe bei der Durchsetzung ihrer Forderungen an die chinesische Regierung.
Da die Königlich Preußische Marine in dieser Zeit noch keine Auslandsstationen besaß, wandte sich die preußische Regierung über ihren Gesandten in London an die britische Regierung. Diese sah sich allerdings ebenfalls außerstande, mit militärischen Mitteln Forderungen durchzusetzen. Dazu mag auch beigetragen haben, dass in London eine gewisse Missstimmung gegen das Großherzogtum herrschte, die aus dem Bentinckschen Erbfolgestreit resultierte.
Die Verhandlungen in China führte der preußische Konsul Richard von Carlowitz, der 1859 auch oldenburgischer Konsul werden sollte, in Kanton (jedenfalls in Guangdong). Carlowitz konstatierte, dass der Überfall auf die Dschunkenbesatzung nicht den Oldenburgern gegolten hätte und derartige Vorfälle an der Tagesordnung seien. Dieses Risikos seien sich sowohl Chinesen selbst als auch Ausländer an der chinesischen Küste bewusst. Die chinesische Regierung könne in keinem Fall zur Verantwortung gezogen werden. Auch sei der Einsatz britischer Schiffe nicht ohne Risiko. Falls Repressalien gegen ein räuberisches Dorf unternommen werden würden, könnte dies in Zukunft die Ermordung von Überlebenden zur Folge haben. Vor kurzem habe ein niederländisches Kriegsschiff an der Küste eine Untersuchung wegen der Ausplünderung eines niederländischen Handelsschiffs interveniert, aber keine Bestrafung der schuldigen Dorfbewohner durchgeführt, sondern nur für den Wiederholungsfall mit dem Abbrennen des Dorfes gedroht.
Letztlich führten die Bemühungen des preußischen Konsuls in China zu keinem Ergebnis. Allerdings hatte sich gezeigt, dass der von Preußen garantierte Schutz der oldenburgischen Seefahrt reine Theorie war. Ob die Geschädigten irgendeine Art von Entschädigung erhielten, ist nicht überliefert.
Eine Abbildung der Texas ist nicht erhalten, da das von der Favorite übernommene Schiffsbild vermutlich die einzige seiner Art war und vermutlich in Siam verblieb.